# Zeitschrift für Morphologie und Anthropologie
Die Zeitschrift für Morphologie und Anthropologie war eine ab 1899 und bis zum Jahr 2001 erschienene Zeitschrift zu Themen der biologischen Morphologie und der Menschenkunde.
Zur Zeit des Nationalsozialismus enthielt der Titel von 1939 bis in das Kriegsjahr 1944 den Zusatz „Erb- und Rassenbiologie“. Die Zeitschriftendatenbank ordnete die Zeitschrift den Sachgruppen Biowissenschaften, Biologie und Philosophie zu.
Das bei Schweizerbart in Stuttgart unregelmäßig herausgegebene Blatt war Nachfolger der Zeitschrift Morphologische Arbeiten.
Sämtliche Bände bis zum letzten, 83. Jahrgang wurden von dem Online-Archiv JSTOR retrodigitalisiert.
Die Zeitschrift ging später im Anthropologischen Anzeiger auf.
Langjährige Herausgeber waren Gustav Schwalbe, Eugen Fischer, Hans Weinert, Johann Schaeuble, zuletzt Hans Wilhelm Jürgens.